# Bernardo de Gothia

Dominios de Bernardo de Septimania.

Bernardo II o Bernardo de Gotia fue conde de Barcelona y marqués de Gotia y Septimania del 865 al 878.

## Biografía
Bernardo de Gotia era hijo del conde Bernardo de Poitiers (muerto en el 844) y nieto también de otro conde Bernardo de Poitiers (nombrado en el 814); era primo de Emeno conde de Angulema (839-863) que murió luchando contra los normandos. Su madre era Bliquilda, hija de Rorgo I conde de Maine y hermana del conde de Maine Rorgo II y del canciller real Gozlí (abad de Saint Germain des Prés).
En 862 el rey Carlos le entrega el Rosellón, en Lenguadoc.  Tras la fuga de Hunifredo en el 864 y de la muerte de otros rebeldes, el rey repartió sus honores. En el 864 Bernardo fue restablecido como conde de Auvernia y Autun fue entregado a Bernardo Plantapilosa (hermano de Guillermo e hijo de Bernardo de Septimania). Bernardo Plantapilosa se sublevó al cabo de pocas semanas y fue desposeído. Auxerre y Nevers fueron donadas a Roberto el Fuerte que además recibió el condado de Autun, expropiado a Bernardo Plantapilosa, que pudo ocupar en el 865. En el 865 Tolosa, Limoges, Pallars y Ribagorza fueron entregadas a Bernardo (denominado Bernardo de Tolosa) hijo del difunto conde Ramón; Ermengol conde de Albi, recibió el condado de Rouergue; Oliba II, probablemente hijo de Oliba I y nieto de Bello, recibió Carcasona y probablemente el Rasés; y Bernardo de Gotia el resto de las posesiones (Barcelona, Osona, Rosellón, Narbona, Agde, Béziers, Melguelh y Nimes) a las que algunos piensan que también hay que añadir Rasés como dependencia de Narbona.
El joven Carlos el Niño murió el 29 de septiembre del 866 y esto aseguró un poco la tranquilidad en Aquitania, lo que con otras muertes y la ocupación de las vacantes (como Rannoux de Poitou, Landri de Santogne, Emeno de Périgord y Angulema, Raul obispo de Bourges y Bernardo de Auvernia) provocaron una situación nueva. Vulgrin, pariente de Carlos el Calvo, recibió Angulema, Perigord, Agen y Santogne; otro familiar, Vullfadus, fue nombrado obispo de Bourges; Effroi, antiguo lugarteniente de Esteve y rebelde de Aquitania del 862 al 864, ahora leal al rey, recibió Poitou (pero murió poco después); el reino de Aquitania fue restaurado con Luis el Tartamudo (hijo de Carlos) como rey, pero controlado por un consejo leal al rey. A la muerte de Effroí de Poitiers, el condado de Poitiers fue entregado a Bernardo de Gotia; Limoges, dejado vacante por Rannoux, fue entregado en parte a Bernardo de Tolosa. Autun, vacante por la muerte de Roberto el Fuerte, fue devuelto a Bernardo Plantapilosa, reconciliado con el rey. Auvernia fue entregado a Garí, quizás hijo del difunto Bernardo.
Hacia el 869 murió Salomón de Urgell y Cerdaña (y Conflent) y hacia el 870 el conde Otger de Gerona y Besalú. Hacia el 870 el rey debía asignar estos condados: Gerona y Besalú volvieron a Barcelona, con la que tradicionalmente estaban unidas; Cerdaña y Urgel fueron entregadas al hijo mayor de Sunifredo, Guifredo I el Velloso; y el Conflent al hijo segundo Miró el Viejo (los otros tres hijos Radulfo, Sunifredo y Riculfo no recibieron ningún condado).
En el 872 Carlos el Calvo crea un gobierno para Aquitania dirigido por su cuñado Boso, conde de Lyon y de Viena, al que se dio el condado de Berry y el título de camarero real y magister ostiariorum, pero teniendo como adjuntos a Bernardo de Gotia y Bernardo Plantapilosa de Autun al que se dio el condado de Auvernia. Como Bernardo de Tolosa quedaba sin representación, se le entregaron los condados de Carcasona y Rasés, de los que fue desposeído Oliba II que se alió a Plantapilosa contra Bernardo de Tolosa. Poco después Bernardo de Tolosa era asesinado por un vasallo de Bernardo Plantapilosa (agosto del 872) y Oliba II fue restituido en los condados de Carcasona y Rasés y Plantapilosa gobernó Tolosa y Limoges. Pallars y Ribagorza se escaparon a su control.
En el 876 Carlos el Calvo realizó una nueva reorganización y dio el gobierno de Provenza e Italia a Boso y el condado de Berry pasó a Bernardo de Gotia. Un año después murió el conde Ekhard que tenía muchas posesiones y Macon y Chaunois se añadieron a los dominios de Boso (que ya había dejado Italia pero conservaba Provenza (y Viena y Lyon). Autun pasó a Bernardo de Gotia. Bernardo Plantapilosa no recibió nada porque el 8 de octubre de 876 había sido hecho prisionero por Luis el Joven de Germania en la batalla de Andernach y estaba preso todavía.
A finales del 876, habiendo muerto el obispo Vollfadus el 1 de abril de 876, fue nombrado obispo de Bourges Frotario, designado por Carlos. Bernardo de Gotia se opuso con las armas a la toma de posesión del nuevo obispo, que seguramente habría de actuar de contrapeso al poder que acumulaba Bernardo de Gotia. No fue una rebelión directa contra el rey, pero Bernardo se oponía a los designios reales.
En el 877 se produjo la rebelión general: Boso de Provenza, Hugo el Abad de Neustria, Bernardo Plantapilosa de Tolosa y Auvernia y Bernardo de Gotia, Septimania, Berry-Aquitania y Autun se sublevaron. Carlos el Calvo murió el 6 de octubre de 877 pero los rebeldes continuaron luchando contra su hijo y sucesor Luis el Tartamudo. Pero el obispo Hincmaro de Reims apartó a Boso, Plantapilosa y Hugo el Abad de la coalición rebelde, en la que quedaron Bernardo de Gotia con su hermano Emeno, su tío el abad Gozlin de Saint Denis y otro tío, Geoffroi de Maine. Luis el Tartamudo fue coronado el 8 de diciembre del 877. El rey consiguió someter a Maine y sus aliados y el Papa convocó un Concilio en Troyes para condenar a Bernardo de Gotia por su actuación contra Frotario obispo de Bourges y usurpador de bienes eclesiásticos. El 11 de septiembre de 878 el rey procedió a desposeer a Bernardo de sus honores. Thierry, el camarero real recibió Autun; Plantapilosa el Berry y Septimania; y Guifredo I de Urgell y Cerdaña y su hermano Miró el Viejo de Conflent recibieron Barcelona, Osona, Gerona, Besalú y Rosellón. Bernardo resistió en Autun hasta el 879. Murió después de esta fecha sin que se conozcan los detalles.
| Predecesor: Hunifredo | Conde de Barcelona 865 - 878 | Sucesor: Wifredo el Velloso |